# Linda Ydeskog
Linda Ydeskog (31 marzo 1973) è un'ex sciatrice alpina svedese.

## Biografia
Polivalente originaria di Helsingborg, la Ydeskog ottenne il primo piazzamento internazionale di rilievo in occasione della discesa libera di Coppa del Mondo disputata a Kvitfjell il 13 marzo 1993 (46ª) ed esordì ai Campionati mondiali a Sierra Nevada 1996, dove si classificò 30ª nel supergigante e non completò lo slalom speciale. Conquistò l'ultimo podio in Coppa Europa il 29 gennaio 1997 a Rogla in slalom speciale (3ª) e ai successivi Mondiali di Sestriere 1997, sua ultima presenza iridata, si piazzò 24ª nello slalom speciale; in Coppa del Mondo ottenne il miglior piazzamento il 16 gennaio 1999 a Sankt Anton am Arlberg in supergigante (7ª) e prese per l'ultima volta il via il 6 gennaio 2000 a Maribor in slalom speciale, senza completare la prova. Si ritirò durante la stagione 1999-2000 e la sua ultima gara fu uno slalom speciale FIS disputato il 23 gennaio a Nybroberget; non prese parte a rassegne olimpiche.

## Palmarès

### Coppa del Mondo
- Miglior piazzamento in classifica generale: 51ª nel 1999

### Coppa Europa
- 4 podi (dati dalla stagione 1994-1995):
  - 1 secondo posto
  - 3 terzi posti

### Campionati svedesi
- 15 medaglie (dati parziali):
  - 12 ori (discesa libera, combinata nel 1993; combinata nel 1994; discesa libera, supergigante, combinata nel 1996; discesa libera, supergigante, combinata nel 1997; discesa libera, supergigante, combinata nel 1998)[1]
  - 3 bronzi (slalom speciale nel 1996; slalom speciale nel 1997; slalom speciale nel 1998)[2]